# Jean-Baptiste Vérany
 Jean-Baptiste Vérany, né en 1800 à Nice (département des Alpes-Maritimes sous la 1re République) et mort en 1865 à Nice, est un pharmacien et naturaliste français spécialisé dans l'étude des céphalopodes.
En 1846, il fonde le Muséum d'histoire naturelle de Nice avec Jean-Baptiste Barla et Antoine Risso. Il a découvert et décrit de nombreuses espèces.
Le calmar Chiroteuthis veranyi a été nommé en son hommage en 1834 par d'Audebert de Férussac.

## Bibliographie

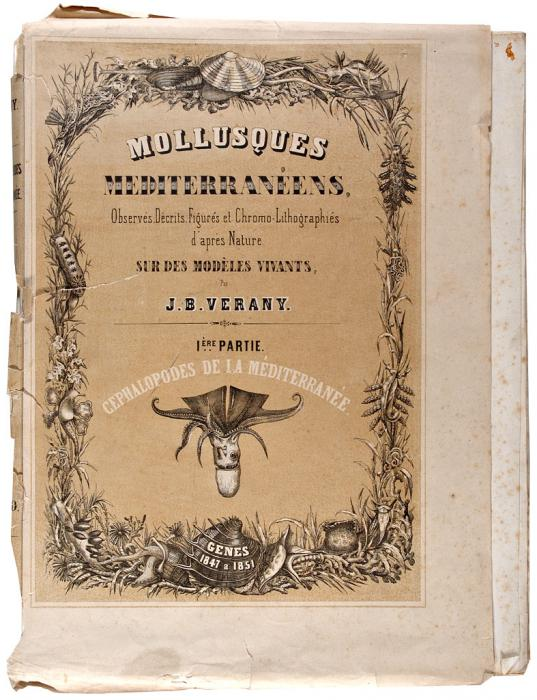
Céphalopodes de la Méditerranée

## Ouvrage
- Gaston Fredj et Michel Meinardi, L'Ange et l'Orchidée : Risso, Vérany & Barla : une lignée de savants de renommée mondiale à Nice au XIXe siècle, Nice, Serre Éditeur, 2007, 149 p. (ISBN 978-2-86410-490-2, lire en ligne)

## Espèces décrites
Non exhaustif.

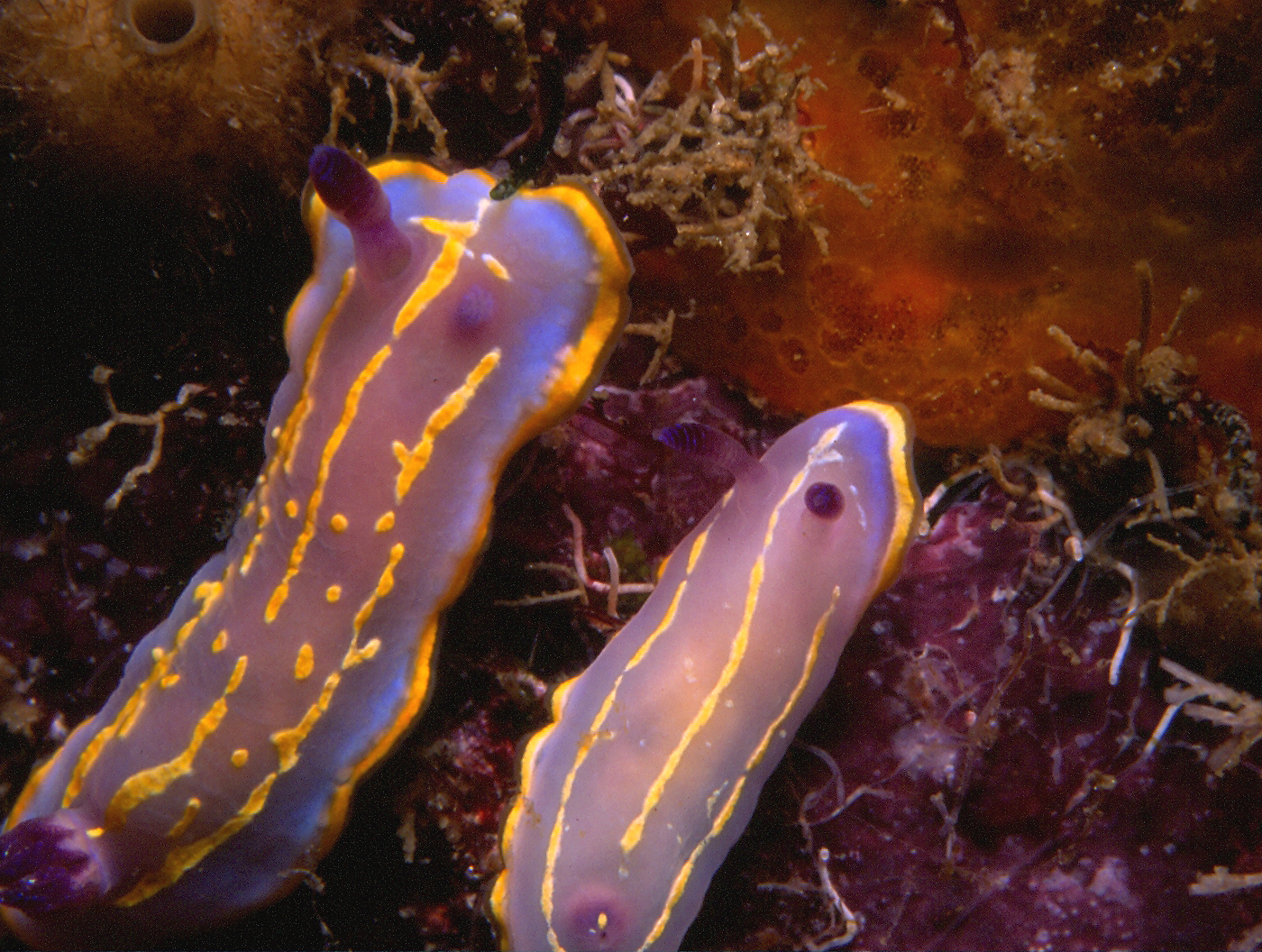
Chromodoris krohni
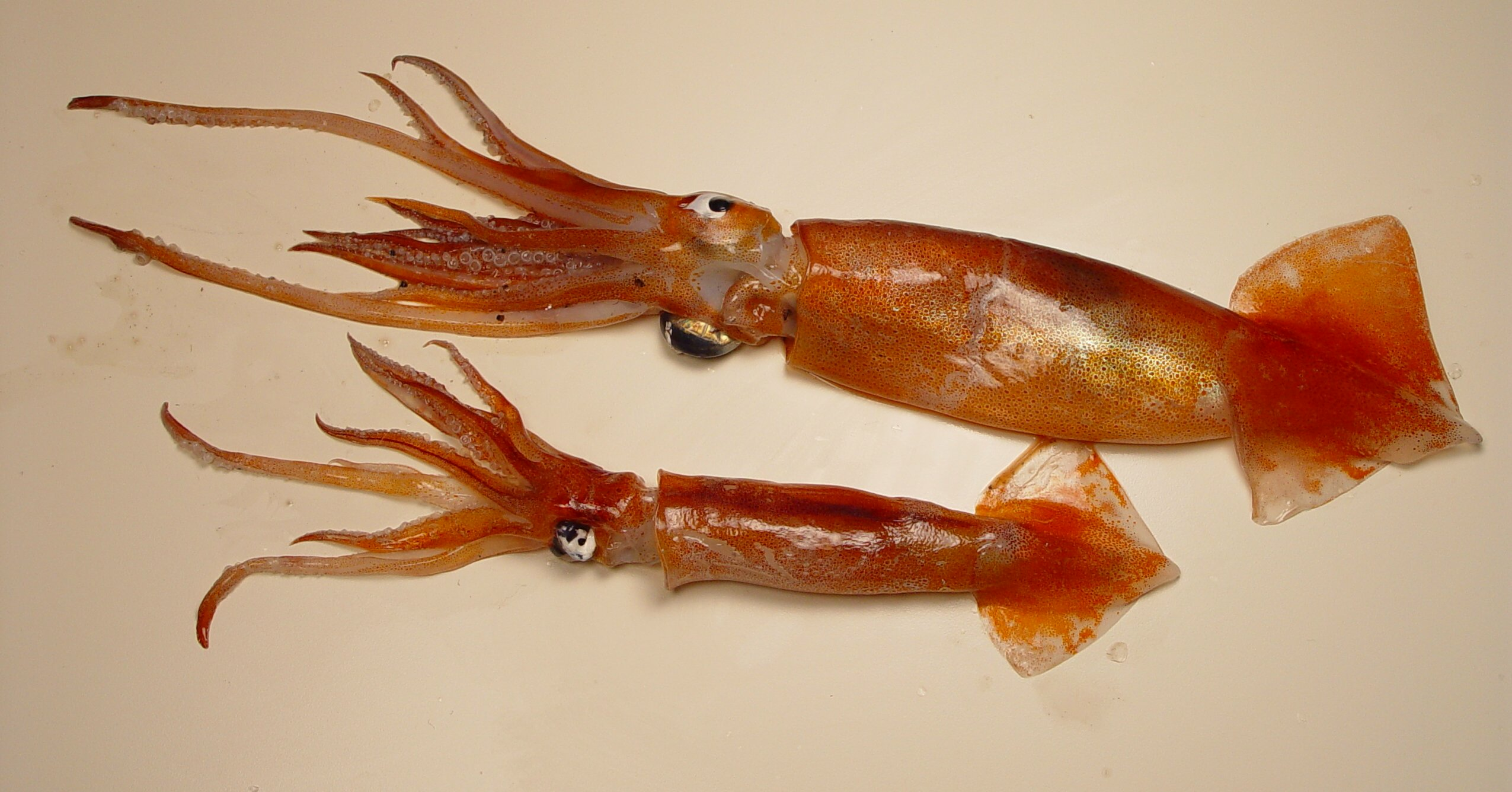
Illex coindetii
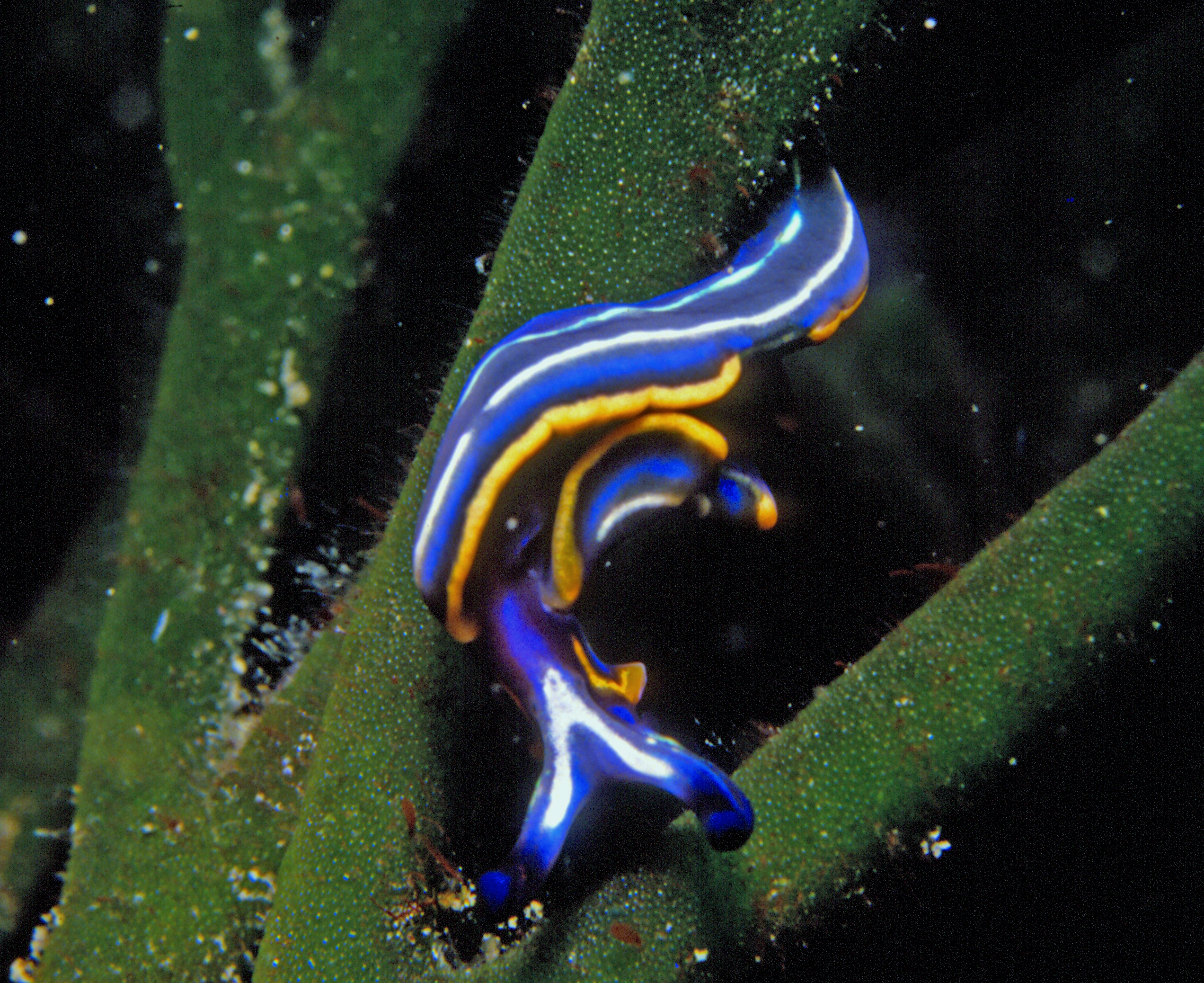
Thuridilla hopei
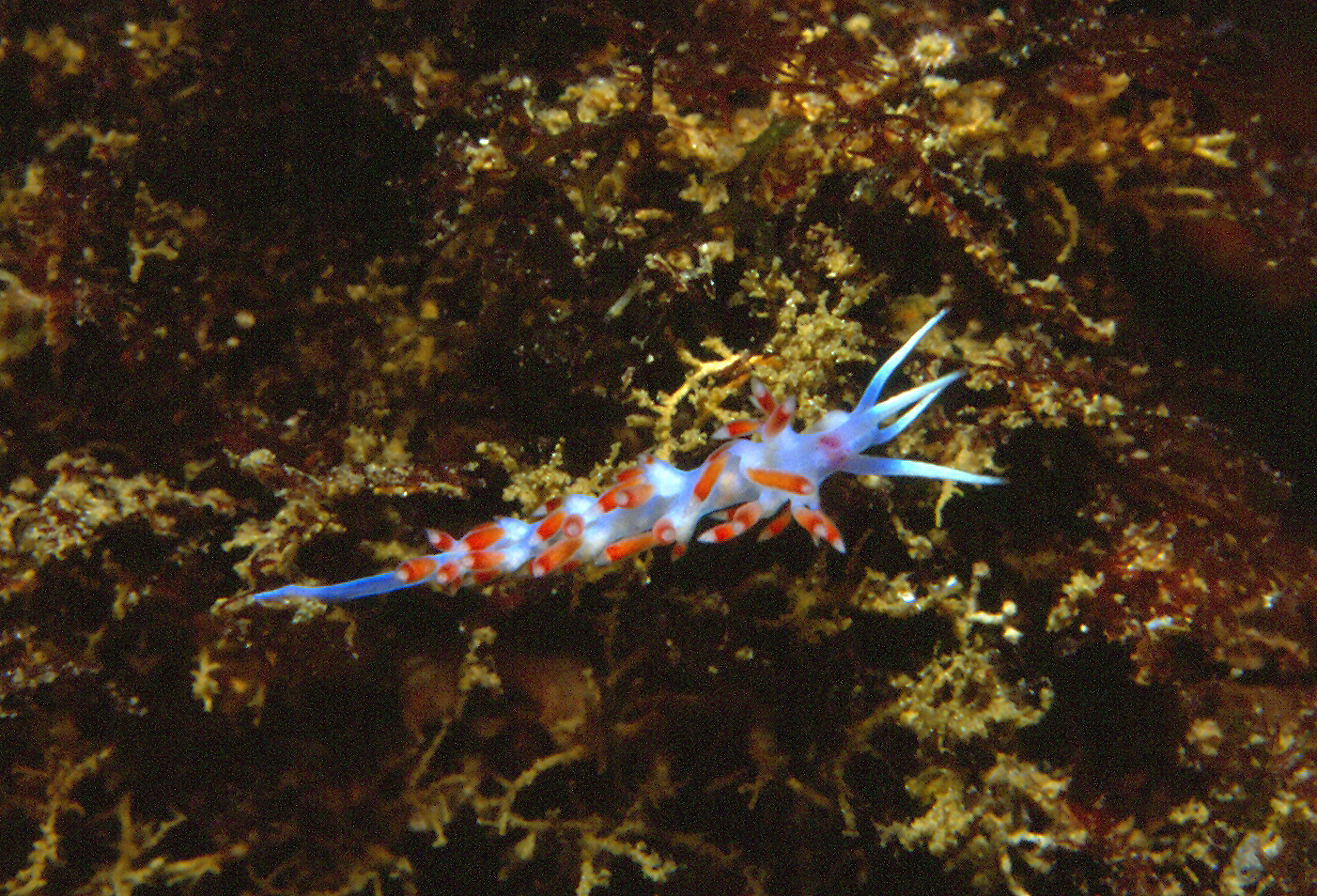
Calmella cavolini
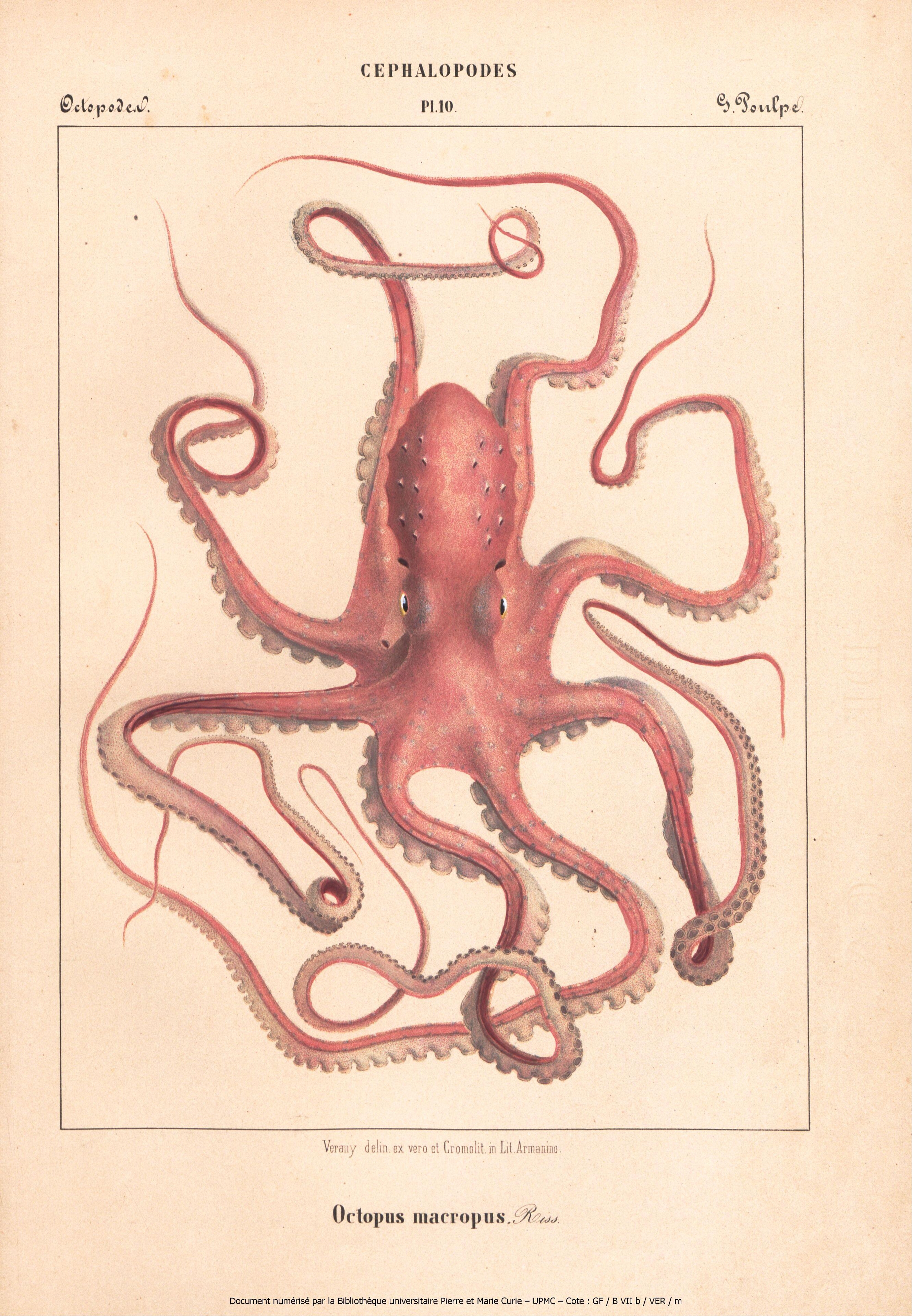
Callistoctopus macropus

## Reconnaissance
- Le boulevard Jean-Baptiste Vérany, à Nice, a été nommé en son honneur.